# Occaneechi Indijanci
Occaneechi (Akenatzy, stariji oblik), pleme Siouan Indijanaca koje je obitavalo na otoku gdje se sastaju rijeke Dan i Staunton blizu Clarksvillea u Virginiji. Njihovi ostaci (oko 700) danas kao Occaneechi Band of the Saponi Nation (OSBN) žive u naselju Little Texas u okrugu Alamance, Sjeverna Karolina.

## Ime
Značenje naziva Occaneechi, isprva se javlja kao Akenatzy, još nije razjašnjeno.

## Povijest
Poznati istraživač, John Lederer, prvi je bijeli čovjek koji ih je vidio 1670., no još prije (1650) čuo je o njima Edward Blande i njegovi kompanjoni. Između 1670. i 1676., Occaneechima su se priključili Tutelo i Saponi, a 1676. ili kasnije dolaze i Conestoge. Ovo pleme iz grupe Irokeza počelo je izazivati nevolje, pa su protjerani iz tog kraja. Uznemiravani od strane Irokeza i Engleza, Occaneechi bježe prema jugu gdje ih 1701. nalazi Lawson na rijeci Eno, blizu Hillsboroa, u današnjem okrugu Orange u Sjevernoj Karolini. Ovdje će se udružiti sa Saponima i Tutelima i dijeliti s njima buduću povijest. 
Dio Occaneechija koji je otišao s Tutelima u Ontario možda su oni što su tamo poznati kao Botshenins ili Patshenins. U Sjevernoj Karolini danas žive kao Occaneechi Band of the Saponi Nation.

## Etnografija
Položaj na kojem su živjeli Occaneechima je osiguravao kontrolu nad trgovinom krznom, koja je išla preko njihovog otoka. Pleme je po svoj prilici bilo u konfederaciji s Indijancima Saponi, Eno, Tutelo, i možda još nekima, kao što su Cheraw.
Bavili su se kultiviranjem velikih polja što su uz riječnu obalu bila zasađena kukuruzom, te trgovali sa susjednim plemenima. Selo je imalo dvojicu starješina, civilnog i ratnog poglavicu. 

## Populacija
Populacija Occaneechija iznosila je 1600 (prema Mooneyu, oko 1,200. Godine 1709. zajedno s plemenima Shakori, Saponi, Tutelo i Keyauwee bilo ih je 750.

## Vanjske poveznice
- Occaneechi Indian Tribe History
- Occaneechi-Saponi
- A Brief History of the Occaneechi Band of the Saponi Nation  Arhivirana inačica izvorne stranice od 1. srpnja 2007. (Wayback Machine)